# Español amazónico

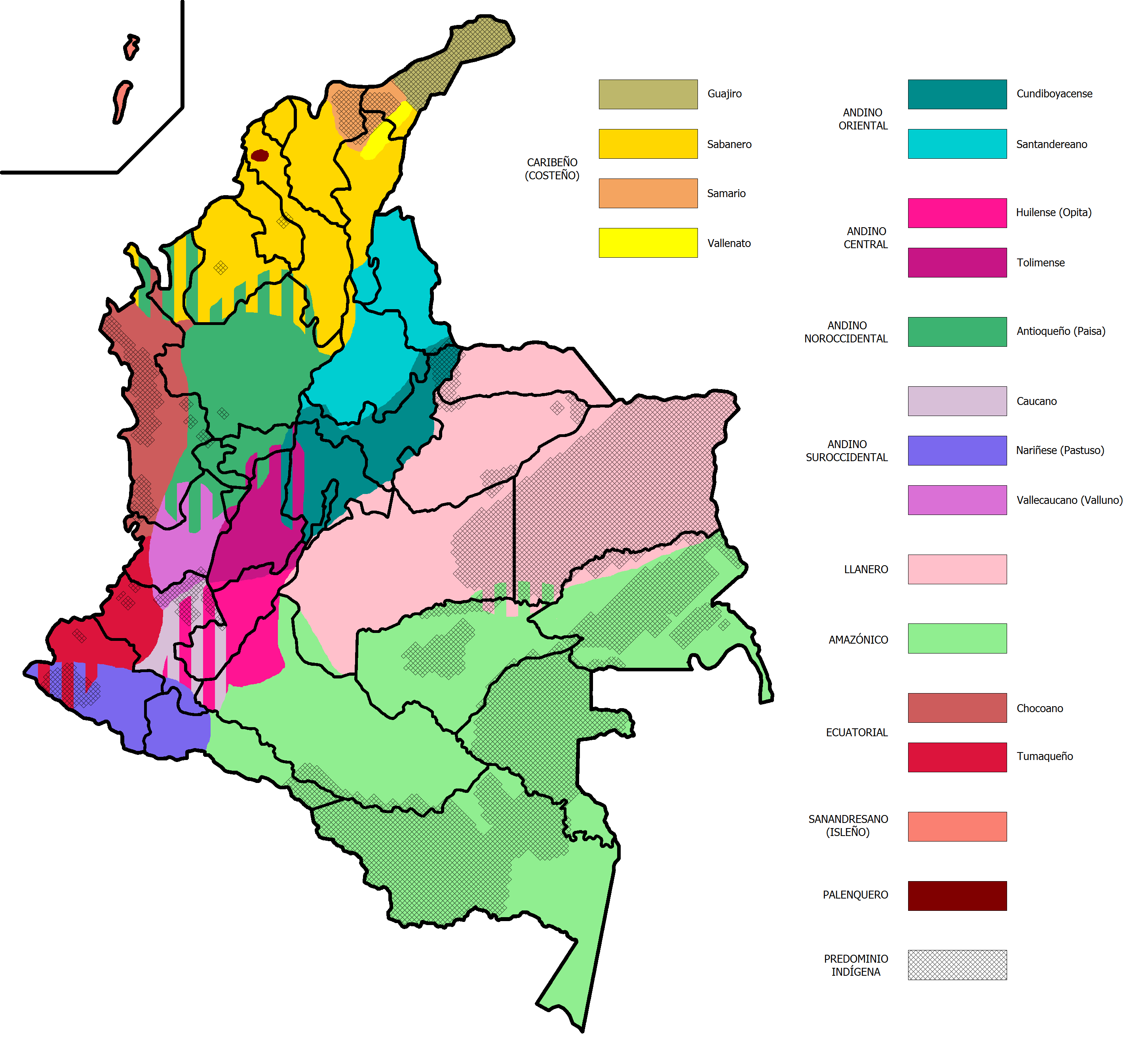
En verde claro el español amazónico de Colombia.

El español amazónico, o también español de la selva, es una variedad del idioma español hablado en la Amazonia. Influenciado por las lenguas amazónicas, está especialmente implantado en los departamentos de la Amazonia peruana como Loreto, Ucayali, San Martín y Madre de Dios. El español amazónico es también hablado en algunas áreas de Brasil adjuntas a Loreto y Ucayali, en la Región de la Amazonía de Colombia, y en los estados Bolívar y Amazonas de Venezuela.

## Características

### Fonológicas
Son básicamente fonéticas. No son expresadas en el habla escrita ni formal.
- Cambio de la j (aspirada en situación interior) por la f (siempre bilabial, [ɸ]), sobre todo cuando se halla junto a una u semivocal. (Los fríos de San Juan; Los fríos de Sän Fan).[4]
- Elisión de algunas vocales: Nos vemos el feves por Nos vemos el jueves.[aclaración requerida]
- Lenición de /gw/ por el sonido [w] (guante; [wa:nte]).
- Uso alofónico (sin implicaciones semánticas) de alargamientos vocálicos (de la selva > dē la selva).
- Las intermedias /b/, /d/ y /g/ son pronunciadas como oclusivas, en ascenso tonal con aspiración y con alargamiento de la vocal.
- Los fonemas  /p/, /t/ y /k/ se realizan con una aspiración a inicio de palabra.
- El fonema /ʝ/ tiende a africarse.
- También hay asibilación, no muy fuerte, de vibrantes.

### Morfosintácticas
- Anteposición del genitivo y doble posesivo.

De Antonio sus amïgas.
- Anteposición de artículos frente a los nombres propios. (Juana; Lä Fuäna).

Una de las características distintivas del español amazónico es el método de construcción de la forma posesiva: los hablantes dicen de la X su Y (de la X es Y), en lugar del español estándar la Y de X (la Y de X ). Otra característica gramatical distintiva es el uso de formas posesivas en lugar de ciertas formas genitivas; compárese el español estándar Le preguntó a la yaminahua delante de mí con el Loreto-Ucayali Le preguntó a la yaminahua en mi delante (Le preguntó a la mujer Yaminahua en mi frente). 
Los nombres personales van precedidos de un artículo definido (el o la, según el género).

## Estado
El español amazónico es, a veces, clasificado como un idioma separado del español estándar, por ejemplo por el Ethnologue. No obstante, los registros de investigación de este dialecto son pocos.